# Marilyn Burns

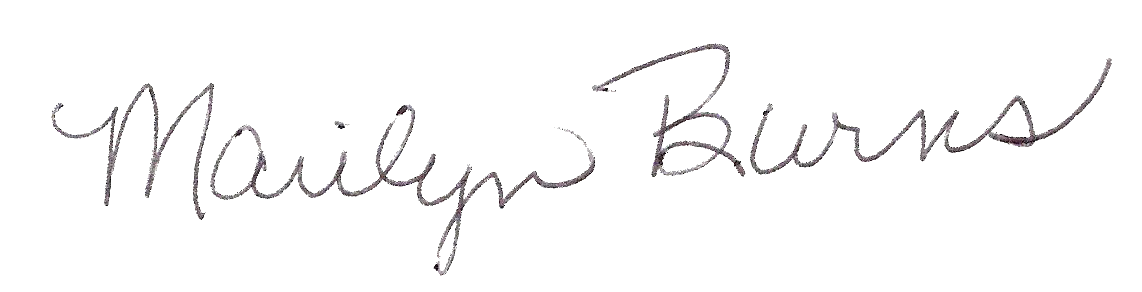
Autograf Marilyn Burns

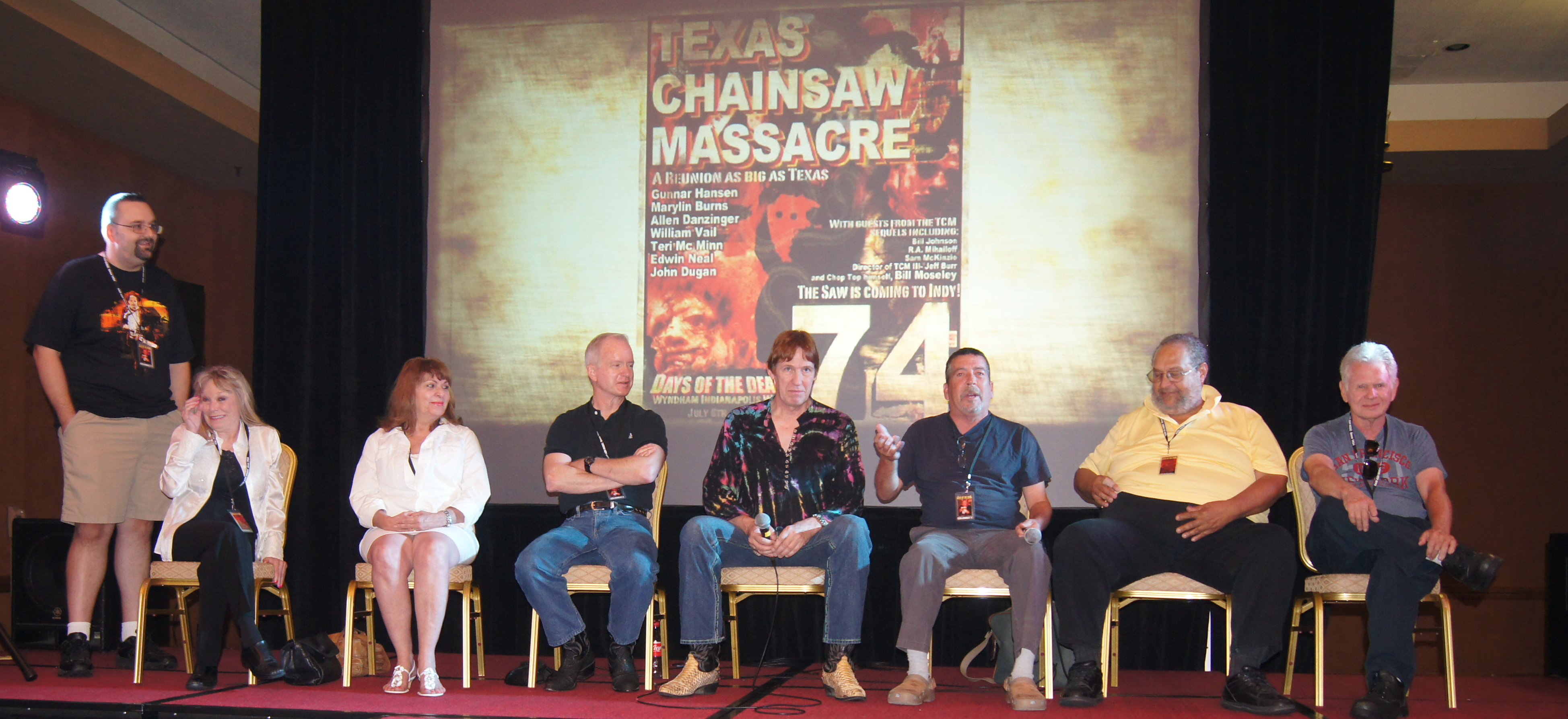
Shawn Patrick, Marilyn Burns, Teri McMinn, William Vail, Ed Neal, John Dugan, Ed Guinn i Allen Danziger, festiwal Days of the Dead Indianapolis 2012.

Marilyn Burns, właściwie Mary Lynn Ann Burns (ur. 7 maja 1949 w Erie w Pensylwanii, zm. 5 sierpnia 2014 w Houston w Teksasie) – amerykańska aktorka filmowa i teatralna.
Dorastała w Houston w stanie Teksas. Absolwentka University of Texas at Austin. Pierwszym sukcesem Burns była rola w musicalowej adaptacji szekspirowskiego Snu nocy letniej. Debiut na ekranie Burns zaliczyła we wczesnym filmie Roberta Altmana Brewster McCloud, jednak jej rola była zaledwie epizodem. Wystąpiła w głównej roli w kultowym horrorze Tobe’a Hoopera Teksańska masakra piłą mechaniczną (The Texas Chain Saw Massacre, 1974). Ponadto pojawiła się m.in. w innej produkcji Hoopera (i Kima Henkela – współtwórcy Teksańskiej masakry...) – w slasherze Zjedzeni żywcem (Eaten Alive, 1977), w którym aktorce towarzyszył Robert Englund.
Burns zmarła 5 sierpnia 2014 roku w wieku 65 lat. Została znaleziona martwa we własnym domu, w pobliżu Houston. W ostatnich latach życia mieszkała w rodzimym Teksasie, gdzie reżyserowała przedstawienia teatralne.

## Filmografia
- 2019: In a Madman's World − pani Hill
- 2014: Sacrament − Beulah Standifer
- 2013: Piła mechaniczna 3D (Texas Chainsaw 3D) − Verna Carson
- 2012: Butcher Boys − Ruth
- 1998: Michael Hayes, odc. Under Color of Law − Sally
- 1994: Teksańska masakra piłą mechaniczną: Następne pokolenie (The Return of the Texas Chainsaw Massacre) – występ cameo
- 1985: Future-Kill – Dorothy Grim
- 1983: Escape from El Diablo – Carmen
- 1981: Zemsta zombie (Kiss Daddy Goodbye) – Nora Dennis
- 1977: Zjedzeni żywcem (Eaten Alive) – Faye
- 1976: Helter Skelter – Linda Kasabian
- 1974: Teksańska masakra piłą mechaniczną (The Texas Chain Saw Massacre) – Sally Hardesty
- 1974: Zakochani w Molly (Lovin' Molly) – Sarah Peters/Molly Taylor (niewymieniona w czołówce)
- 1970: Brewster McCloud – przewodniczka wycieczki

## Nagrody i wyróżnienia
- 2009, Phoenix International Horror & Sci-Fi Film Festival:
  - Hall of Fame[3]